# 레니 파커

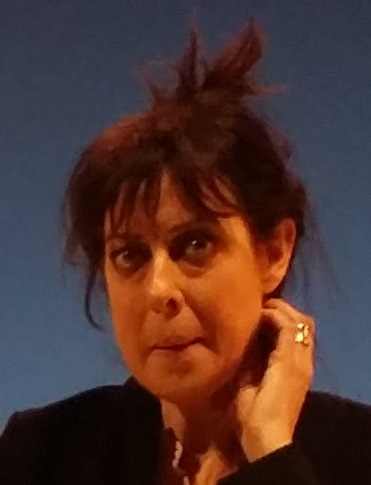

레니 파커(Leni Parker, 1966년 11월 5일 ~ )는 캐나다의 연극 배우, 영화배우이다.
뉴브런즈윅주에서 태어났다.

## 영화
- 마이 뉴욕 다이어리 (2020년) - 팜 역
- 더 데스 앤 라이프 오브 존 F. 도노반 (2018년)
- 아웃 오브 컨트롤 (2009년)
- 미스터 노바디 (2009년)
- 오펀: 천사의 비밀 (2009년)
- 애프터워즈 (2008년)
- 배스커빌가의 개 (2000년)
- 슬립프 룸 (1998년)
- 휘스커스 (1997년)
- 레이저호크 (1997년)
- 래시 (1997년)
- 리틀 트리 (1997년)
- 헤모글로빈 (1997년)
- 어싸인먼트 (1997년)
- 파이널 컨플릭트 (1997년)
- 히로시마 (1995년)
- 스크리머스 (1995년)
- 밀리언 달러 베이비 (1994년)
- 미세스 파커 (1994년)
- 캔바스 (1992년)